# Joe Keenan (sceneggiatore)
Joe Keenan (Cambridge, 14 luglio 1958) è uno sceneggiatore, produttore televisivo e scrittore statunitense.

## Biografia
Keenan è nato a Cambridge, Massachusetts, da una famiglia cattolica di Irlandesi americani. Ha un gemello, John, e due fratelli, Ronald e Geraldine. È cresciuto nel quartiere operaio di Cambridgeport e ha frequentato la Cambridge public school, il Boston College High School e la Columbia University di New York

## Attività professionale
Nel 1991, dopo aver letto il primo romanzo di Keenan Oggi Sposi (Blue Heaven), gli autori di Cheers James Burrows e Glen e Les Charles hanno chiesto a Keenan di ideare una nuova sitcom per la loro società di produzione. L'episodio pilota Gloria Vane, con JoBeth Williams, sebbene non scelto da nessuna rete televisiva, gli ha procurato un posto come scrittore per Frasier.
Nel 1992 la sua prima opera The Times, un Musical che percorre la storia del matrimonio lungo diciassette anni tra l'attrice Liz e lo scrittore Ted, ha vinto il premio Richard Rodgers Awards for Musical Theater della American Academy of Arts and Letters. Nel 1993 i testi di The Times hanno vinto il premio Edward Kleban Award.

## Frasier
Keenan ha cominciato a lavorare per la sitcom Frasier come story editor esecutivo nel 1994, per la seconda stagione della serie. Ha lavorato su Frasier per sei stagioni, fino al 2006, ricoprendo diversi ruoli fino a diventarne il produttore esecutivo, e collezionando in questo periodo diversi riconoscimenti, tra cui :
- un GLAAD Media Award e il Writers Guild of America Award del 1995 per la categoria Commedia a Episodi per il copione dell'episodio della seconda serie L'appuntamento (The Matchmaker);
- un Emmy Award nel 1996 come co-scrittore dell'episodio della terza stagione Un tango infuocato (Moon Dance);
- nomination per l'Emmy Award nel 1998 per l'episodio della quinta serie La baita in montagna (The Ski Lodge), nel 2000 insieme a Christopher Lloyd per l'episodio della settima serie Something Borrowed, Someone Blue, per il quale ha anche vinto il Writers Guild of America Award del 2001 per la categoria Commedia a Episodi.

## Desperate Housewives
Nel 2006, Keenan ha lavorato per Desperate Housewives, alla sua terza stagione, come scrittore e produttore esecutivo. Alla fine della terza stagione ha abbandonato la serie, continuando a collaborare come produttore consulente e occasionalmente come autore .

## Altri lavori
Keenan ha realizzato anche due brevi serie a episodi con il collega dei tempi di Frasier Christopher Lloyd, dal titolo Bram and Alice (2002) e Out of Practice (2005).
Inoltre è tra gli autori del film del 1994 Il tuo amico nel mio letto (Sleep with Me) e della sceneggiatura del Film d'animazione Giù per il tubo (Flushed Away) del 2006.

## Romanzi
Keenan ha anche scritto romanzi e racconti, ispirandosi alle opere di P. G. Wodehouse .
Ha tre romanzi all'attivo, commedie brillanti incentrate sui personaggi di Philip Cavanaugh, scrittore di testi di musical in cerca di successo con la sua partner compositrice Claire Simmons, e Gilbert Selwyn, giovane brillante e ricco di fascino ma assolutamente allergico al lavoro, che escogita piani per ottenere denaro e agi: 
- Blue Heaven (1988), pubblicato in Italiano con il titolo di Oggi sposi (Zelig Editore, collana Le Vele, 1998, ISBN 978-88-86471-76-3, e Zelig Editore, 2003, ISBN 978-88-88809-19-9);
- Putting on the Ritz (1991);
- My Lucky Star (2006).

Inoltre, sempre con gli stessi personaggi, ha scritto il racconto Great Lengths (1990), pubblicato in Italiano con il titolo di Alla lunga (Raccolta Uomini su uomini, Stampa Alternativa, collana Eretica, 1996, ISBN 88-7226-311-5).

## Vita personale
Keenan vive a Los Angeles. È gay dichiarato e, dal 1982, partner di Gerry Bernardi. 